# Éxodo de los armenios del Alto Karabaj
Los días 19 y 20 de septiembre de 2023 Azerbaiyán llevó a cabo una ofensiva militar en la región del Alto Karabaj, que terminó con la rendición de la autoproclamada República de Artsaj y la disolución de sus fuerzas armadas. Anteriormente, la región era reconocida internacionalmente como parte de Azerbaiyán, pero gobernada y poblada por personas de etnia armenia.
Antes de la segunda guerra del Alto Karabaj en 2020, la región tenía una población estimada de 150 000 habitantes, que disminuyó después de la guerra a 120 000. Ante las amenazas de limpieza étnica por parte de Azerbaiyán y después de un bloqueo de nueve meses, 100 400 personas de etnia armenia, el 99% de la población restante del Alto Karabaj, huyeron a finales de septiembre de 2023.
Este éxodo ha sido calificado por expertos internacionales como un crimen de guerra o un crimen contra la humanidad. 218 civiles murieron en la explosión de una gasolinera, y 70 civiles murieron en el camino mientras huían a Armenia. Si bien el gobierno de Azerbaiyán dio garantías de que la población armenia sería reintegrada de manera segura, estas afirmaciones no se pueden considerar creíbles debido al historial de autoritarismo y represión de Azerbaiyán contra su población armenia.